# 斯洛博達紹洛姆基夫西卡
51°17′30″N 28°43′27″E / 51.29167°N 28.72417°E
斯洛博達紹洛姆基夫西卡（烏克蘭語：Слобода-Шоломківська），是烏克蘭北部的村莊，隸屬日托米爾州的科羅斯滕區。該村始建於1840年，面積1.23平方公里，海拔高度154米，2001年人口783，人口密度每平方公里635.04人。